# Христос Баникас
Христдулос Баникас (на гръцки: Χριστόδουλος Μπανίκας), известен като Христос Баникас, е гръцки шахматист, гросмайстор от 2001 г. Печели гръцкото първенство до 12 години (1990), гръцкото първенство до 16 години (1993) и гръцкото първенство до 20 години (1996). Шампион е на Гърция в периода 2000 – 2005.
През 2001 г. играе мач тип „човек срещу машина“ с програмата Deep Junior.

## Турнирни резултати
- 1996 –  Кавала (1 – 3 м.)
- 1998 –  Агиос Кирикос (1 м.)
- 2000 –  Дос Ерманас (1 – 2 м. с Роберто Парада)
- 2000 –  Генуа (2 м. зад Владимир Малахов)
- 2001 –  Истанбул (1 м.)
- 2007 –  Атина (1 – 3 м. на „Никая Опен“ с Владимир Петков и Тигран Чарамян, зад Илия Смирин)
- 2008 –  Ag. Kirikos (1 м.)[1]

## Участия на шахматни олимпиади
Участва на пет шахматни олимпиади. Изиграва общо 38 партии, като печели 8 и постига реми в 21. Средната му успеваемост е 48,7 процента.
| Година | Организатор | Отбор  | Класиране (отборно) | Дъска         |
| 1996   | Ереван      | Гърция | 24                  | Втора резерва |
| 1998   | Елиста      | Гърция | 36                  | Първа резерва |
| 2000   | Истанбул    | Гърция | 20                  | Трета         |
| 2002   | Блед        | Гърция | 25                  | Втора         |
| 2006   | Торино      | Гърция | 22                  | Трета         |